# Spipoll
Spipoll, acronyme pour Suivi photographique des insectes pollinisateurs, est un dispositif de sciences participatives créé en 2010 par le Muséum national d'histoire naturelle et l’Office pour les insectes et leur environnement (OPIE). Il fait partie du programme Vigie-Nature co-porté par le Muséum et l'Office français de la biodiversité. Il vise à accumuler des photographies d’interactions plantes/insectes de façon standardisée. L’objectif scientifique du Spipoll est de collecter des données permettant d’étudier les relations entre les plantes et les insectes pollinisateurs à grande échelle (du territoire au national) et dans leur ensemble (pas de présélection ni du groupe d’insectes pollinisateurs suivi ni du groupe de plantes à fleurs concerné). La contribution à ce programme est accessible à tous, indépendamment des savoirs naturalistes. A contrario, la participation tend à accroitre ces savoirs et à s'approprier les principes de la démarche scientifique.  

## Protocole

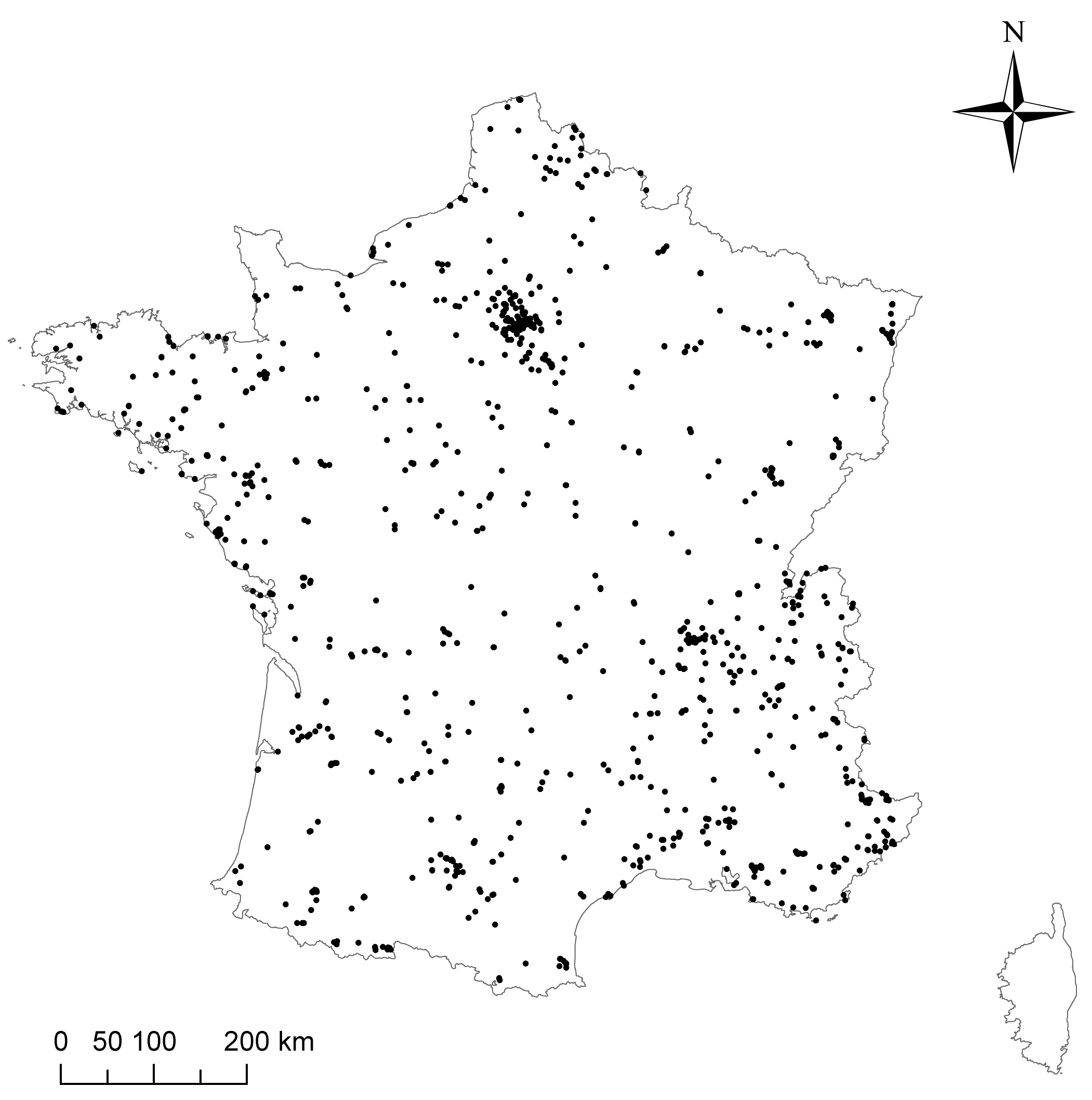
Le programme en 2012.

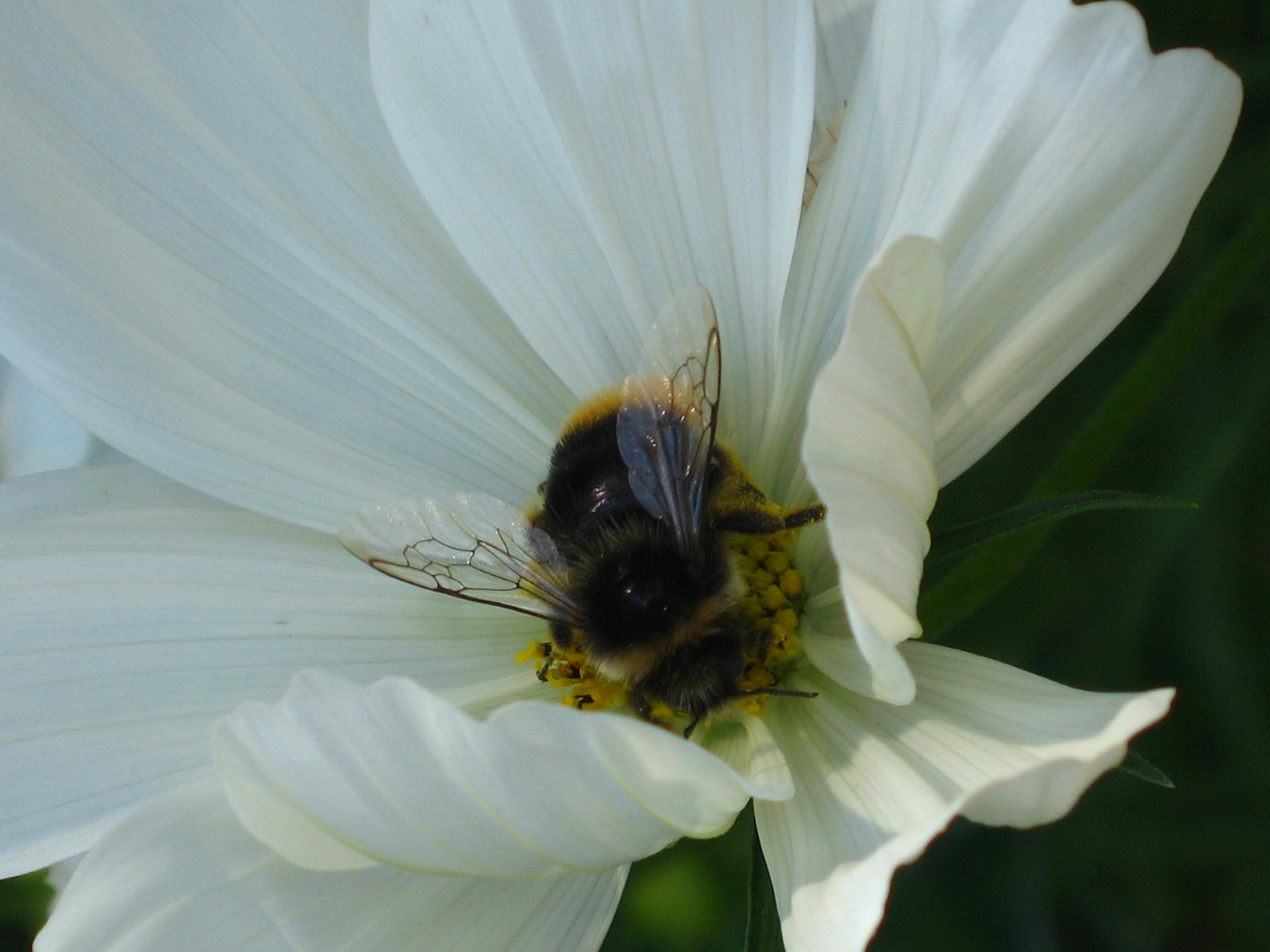
Bourdon pollinisant une fleur.

Le participant photographie pendant 20 minutes tous les insectes qui viennent butiner la plante en fleur de son choix. Cette collection est complétée par une photographie en gros plan de la fleur et une photographie de la plante dans son contexte permettant de visualiser l’environnement proche. Les photographies sont ensuite recadrées en gros plan sur les insectes et postées sur le site internet du programme. Le participant détermine les espèces ou groupes d’espèces grâce à une série de questions qui permettent de restreindre progressivement les espèces possibles (clé de détermination interactive). Ces identifications sont ensuite validées par la communauté des participants.

## Résultats scientifiques
Les résultats obtenus depuis le lancement du programme permettent de quantifier les préférences en termes d’habitats des divers insectes floricoles, montrant par exemple que si la plupart des diptères, coléoptères et lépidoptères évitent les milieux urbanisés, une partie non négligeable des hyménoptères s’accommodent de cet habitat, et que les espèces les moins fréquentes préfèrent les milieux naturels,. D'autres résultats ont permis de documenter la recomposition des communautés en réponse à l'urbanisation, ou aux changements climatique comme par exemple la remontée vers le Nord de Megachile sculpturalis.  
Les données validées alimentent également le système d'information de l'inventaire du patrimoine naturel. 